# Dennis Grote
Dennis Grote (født 9. august 1986 i Kaiserslautern, Vesttyskland) er en tysk fodboldspiller, der spiller som midtbanespiller hos Chemnitzer FC.

## Landshold
Grote har (pr. april 2018) endnu ikke optrådt for Tysklands A-landshold, men har optrådt adskillige gange for landets U-21 hold og også får landets U/19 & U/20 landshold.